# Nebigast

Les peuples francs au IIIe siècle.
En orange, l'Empire romain ; en vert les peuples francs.

Nebigast est un prince chamave du milieu du IVe siècle.

## Biographie
Au cours des années qui suivent 350, des troubles, assassinats d'empereur et guerres civiles entraînent le retrait des troupes romaines le long du limes germanique et incitent les peuples germains, Francs et Alamans, à envoyer des raids de pillage. Les Chamaves, alors une des composantes de la ligue des Francs, envoient une troupe commandée par Nébigast, fils du roi des Chamaves, pour piller la Germanie inférieure. Mais sa troupe est arrêtée par le salien Charietto qui fait prisonnier Nebigast. Plus tard, le césar Julien traite avec les rois francs et négocie l'échange des prisonniers, dont Nebigast, contre le départ des Francs du sol romain,.
Cependant, Godefroid Kurth affirme que c'est le roi des Chamaves, père du prince capturé, qui se nomme Nebigast alors que Christian Settipani attribue ce prénom au prince capturé. Peut-être que tout simplement le père et le fils portaient le même prénom,.
Jean Pierre Poly a émis l'hypothèse, basée sur l'onomastique, d'une  parenté proche entre le prince chamave Nebigast et Arbogast, maître de la milice de 385 à 394 et d'origine franque,.

## Un Nebiogast au début duVesiècle
Selon Godefroid Kurth, lorsque Constantin III se proclame empereur en 407, il traite avec les Francs et confie à deux d'entre eux, Edobich et Nebiogast, des postes importants dans son armée et les charge de la garde du Rhin. Les deux généraux francs sont vaincus et tués en 410 par Gerontius, partisan de l'usurpateur Maxime. Si d'autres auteurs mentionnent Edobich, seuls Kurth et Franz Staab parlent de Nebiogast,. Chronologiquement, ce Nebiogast ne peut être identique au prince chamave, mais il en est probablement un proche parent.

### Sources primaires
- Zozime, Histoire Nouvelle, « livre 3 » (en).

### Sources secondaires
- Godefroid Kurth, Clovis, Tours, Alfred Mame et fils, 1896, XXIV-630 p. (présentation en ligne, lire en ligne)Réédition : Godefroid Kurth, Clovis, le fondateur, Paris, Tallandier, coll. « Biographie », 2005, préface puis 625 p. (ISBN 2-84734-215-X), p. 99-100.
- Laure Charlotte Feffer et Patrick Périn, Les Francs (tome 1 - À la conquête de la Gaule), Paris, Armand Collin Éditeur, 1987 (ISBN 2-200-37080-6, BNF 37700985).
- Christian Settipani, « Clovis, un roi sans ancêtre ? », Gé-Magazine, no 153,‎ octobre 1996, p. 27.
- Franz Staab (de), « Les royaumes francs au Ve siècle » dans Clovis - Histoire et Mémoire - Actes du colloque international d'histoire de Reims, vol. 1, Presses Universitaires de la Sorbonne, décembre 1997 (ISBN 2-84050-079-5, lire en ligne), p. 541-566.